# Ventimiglia del Maro
I Ventimiglia del Maro sono una ramificazione, molto complessa e tuttora esistente, dei conti di Ventimiglia e della valle del Maro, località, quest'ultima, sita nell'antico comitato di Albenga. Dal 1218, con Enrico I conte di Ventimiglia, i del Maro entrarono nella Compagna del Comune di Albenga e successivamente assunsero la cittadinanza pur della Repubblica di Genova, 'Regina del Tirreno'. Almeno dal 1258 si insediarono nel Regno di Sicilia, con il conte Enrico II fautore del partito di Manfredi di Svevia.

Blasone dei Conti di Ventimiglia e del Maro.

## Storia

### L'origine
In realtà, i signori di Garessio e Ormea, condòmini e stretti parenti dei Ventimiglia del Maro, sono presenti in Sicilia almeno sin dall'anno 1094, affiancando i Normanni – di esiguo numero - nel processo cultural-religioso ed economico di latinizzazione dell'Isola. Nel 1095, inoltre, marchesa di Torino e diretta signora feudale dei Conti di Ventimiglia e del Maro diveniva Costanza di Sicilia - figlia del Gran Conte Ruggero I d'Altavilla - moglie di Corrado di Lorena. Ruggero I d'Altavilla, nel 1087, si sposava con Adelaide del Vasto - figlia di Manfredi, fratello di Bonifacio, marchese di Savona - e due sorelle di Adelaide si accasavano con due figli del gran conte, mentre il fratello Enrico sposava Flandina, altra figlia del sovrano siciliano.
Gli stessi del Vasto sembrano imparentati con i conti di Ventimiglia, per il matrimonio, intorno all'anno 1033 di Otto/Teuto - padre di Bonifacio del Vasto e di Manfredi - con Elena di Ventimiglia. Questi molteplici canali politici e dinastici saldavano sin dall'XI secolo i conti di Ventimiglia con l'ambiente normanno. Ovvero, Elena di Ventimiglia, figlia di Corrado II conte di Ventimiglia, sarebbe bisnonna di Ruggero II re di Sicilia e antenata della successiva discendenza regale normanno-sveva.
Gli storici calcolano che dalla Liguria e sud Piemonte, nel Basso Medioevo, si trapiantarono in Sicilia circa duecentomila coloni detti «Lombardi». Costoro formarono una sorta di énclave franco-latina tra le popolazioni orientali del Messinese – Val Demone a forte impronta greco-bizantina - e la zona occidentale del Palermitano e Val di Mazara, di consistente insediamento berbero-musulmano. L'ampia signoria territoriale dei Ventimiglia del Maro, fra i Nebrodi, le Madonie assorbì pur i centri urbani, in particolare la "capitale" madonita di Polizzi - una popolosa cittadina di 10.000 anime, in buona parte lombarde - e poi gli importanti scali commerciali di Cefalù e Termini, sulla costa tirrenica. I Conti di Ventimiglia e del Maro, ereditarono dunque, sviluppandola, la vocazione antropico-culturale latina delle popolazioni liguri che colonizzarono il territorio e la loro signoria.

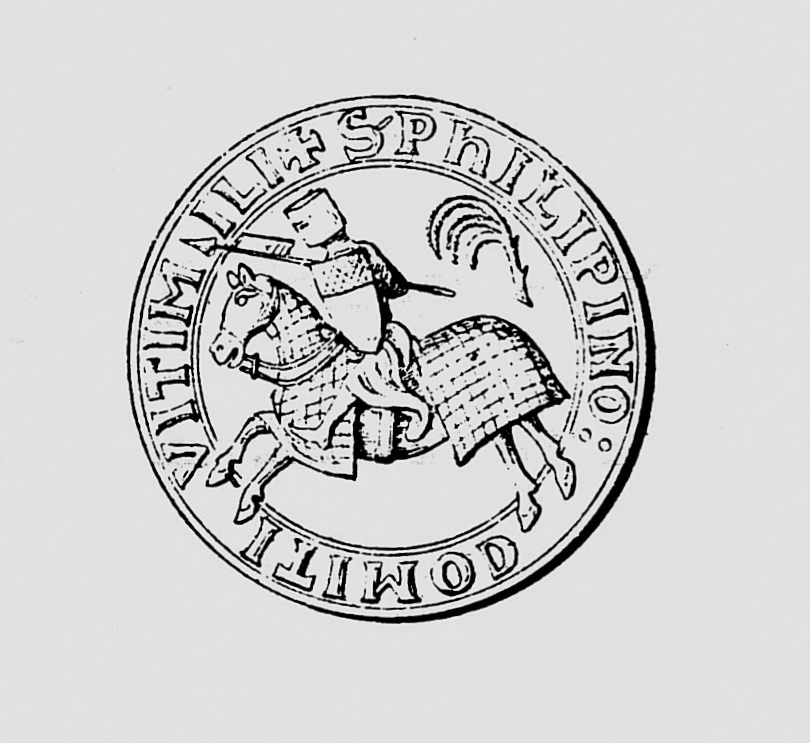
Il sigillo di Filippino Ventimiglia conte del Maro nel XIII secolo.

I Ventimiglia del Maro, pur avendo spostato il baricentro della loro politica nel Mediterraneo centrale, mantennero nel tardo Duecento importanti interessi economici nella città di Genova, dove gestivano la gabella di una porta cittadina e prelevavano i redditi di una quota delle 'Compere del Sale', ossia del commercio a più alto valore capitalistico nel Medioevo. Nondimeno, nel corso del Trecento, dai porti siciliani in loro possesso i Ventimiglia esportavano annualmente circa 22.000 salme di grano – delle quali 10.000 prodotte nelle loro terre – pari a circa cinquemila tonnellate. Il commercio era diretto principalmente verso Genova – che sfruttava particolari secolari privilegi daziari – e rese l'economia siciliana specializzata e 'bloccata' sulla monocoltura granaria all'interno del sistema produttivo mediterraneo. Nel 1300, il conte Enrico II Ventimiglia - come ambasciatore del re di Sicilia Federico III d'Aragona - stipulò con Genova un trattato che prevedeva il pagamento a Genova di mezzo milione di libbre d'oro in dieci anni, un'esenzione decennale dai dazi dei porti siciliani per quarantamila mine di grano, e l'alleanza nella guerra contro Carlo II d'Angiò, escludendo una pace separata sino alla consegna del castello di Monaco a Genova da parte degli Angioini. Sempre nel Trecento, i conti Ventimiglia del Maro impiantarono un banco in Porto Maurizio, nel comitato di Albenga, sviluppando il commercio a ampio raggio in tutto il Mediterraneo.
Il ramo siciliano mantenne i possedimenti liguri sino al XV secolo, quando la famiglia baronale, al suo apogeo economico-politico, assunse la leadership della politica aragonese nel Mediterraneo centrale, in particolare con Giovanni I di Ventimiglia, marchese di Geraci, che ottenne i viceregni di Sicilia, Napoli e Atene e i governi del Despotato di Epiro e del Principato di Durazzo. Un ruolo politico-militare non indifferente dello stesso Giovanni fu disimpegnato come condottiero di ventura, operante da Lugano allo Stato della Chiesa, dal Ducato di Milano alla Repubblica di Venezia.

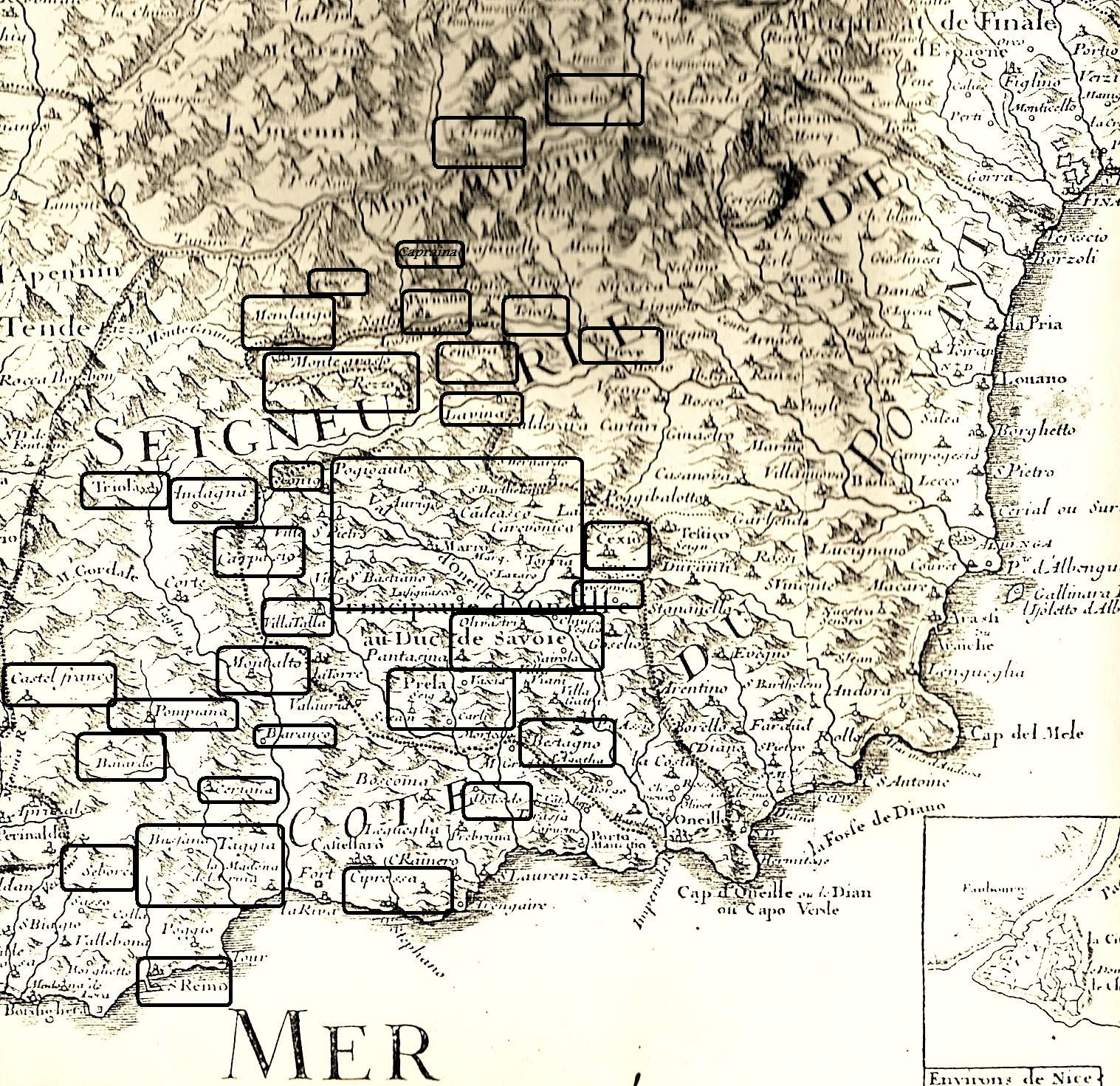
Le principali castellanie e ville dei comitati ventimiglieschi di Bussana e del Maro. Si può osservare, nella carta del 1707, che i confini del Principato di Oneglia corrispondono - grosso modo - al comitato dei Ventimiglia del Maro. Nella donazione a Lérins del 1147, il conte Guido Guerra di Ventimiglia, si proclama, tra l'altro, conte di Bussana - "Lusana" nella pessima trascrizione della copia lerinese - e signore del Monte di Caravonica - "Carfanbana" nella copia - cioè di una località presso il castello di Maro. La contea di Bussana corrisponde al distretto castrense bizantino dei "Fines Tabienses" comprendente l'intera Valle Argentina/Tavia. Castellaro, Taggia e San Giorgio furono occupati dai marchesi aleramici dopo la guerra del 1146, ma continuarono a far parte del distretto ventimigliesco. Cipressa e Terzorio sono tenuti dai signori di Lengueglia come vassalli dei conti di Ventimiglia

### La contea di Bussana e la Marca di Albenga alle origini della signoria del Maro
Nella donazione di Guido Guerra al monastero provenzale di Lérins, risalente molto probabilmente all'anno 1147, il signore di Ventimiglia nomina – tra gli altri eredi - il terzogentito Rolando/Robaldo “futuro conte in Bussana e nei monti di Caravonica” (in Lusana/Susana et montibus Carfanbanae, come si legge nell'orribile trascrizione che sino a oggi ha provocato negli storiografi gravi equivoci e incomprensioni). Il conte Guido Guerra si definisce pure “marchese di Albenga e Marittima”, come il cugino Anfosso/Alfonso “marchese di Albenga” - forse figlio dello zio Anfosso già defunto - nonché “preside/presidio dell'honor imperiale nel Piemonte” (il trascrittore inventa l'inesistente titolo di marchio Alpium Maritimae/marchese delle Alpi Marittime). Albenga, per antica tradizione – con Sezzadio e Savona - erano tre delle 28 corti “piemontesi/pedemontane” appartenenti alla mensa imperiale, e questo potrebbe spiegare la diretta relazione dei conti di Ventimiglia con gli honores imperiali della Marittima, anche per il matrimonio di Guido Guerra con Ferraria, dama molto probabilmente da identificare con l'omonima unica erede dei marchesi di Sezzadio e Albisola.
Nondimeno, che Guido Guerra abbia ricevuto il titolo imperiale di margravio sembra confermato da un diploma autentico di Federico I Barbarossa, che gli storiografi, sino a oggi, non son riusciti a spiegare. L'atto del 23 aprile 1167 consiste nell'investitura ai marchesi Enrico e Ugolino di Ponzone, due aleramici acerrimi nemici dei conti di Ventimiglia, della “Marca del fu Guido marchese... e di tutte le cose che allo stesso marchese furono da noi investite, con ogni diritto, honor e utilità...,ovvero con castelli, borghi, villaggi e luoghi, e con tutte le pertinenze colte e incolte, vie e passaggi, monti e pianure, boschi, prati, pascoli, vigneti, cacce, pesche, placiti, distretti e con le altre utilità...”. Negli anni a seguire è confermato il possesso di Albisola e Sezzadio da parte dei marchesi di Ponzone; cosa che fa intuire che queste signorie costituissero la cosiddetta 'Marca di Guido'. Ma nessun marchese aleramico porta in quegli anni il nome di Guido, per cui è lecito concludere che il privilegio imperiale faccia riferimento a Guido Guerra di Ventimiglia, marito di Ferraria marchesa di Albisola nel Savonese.

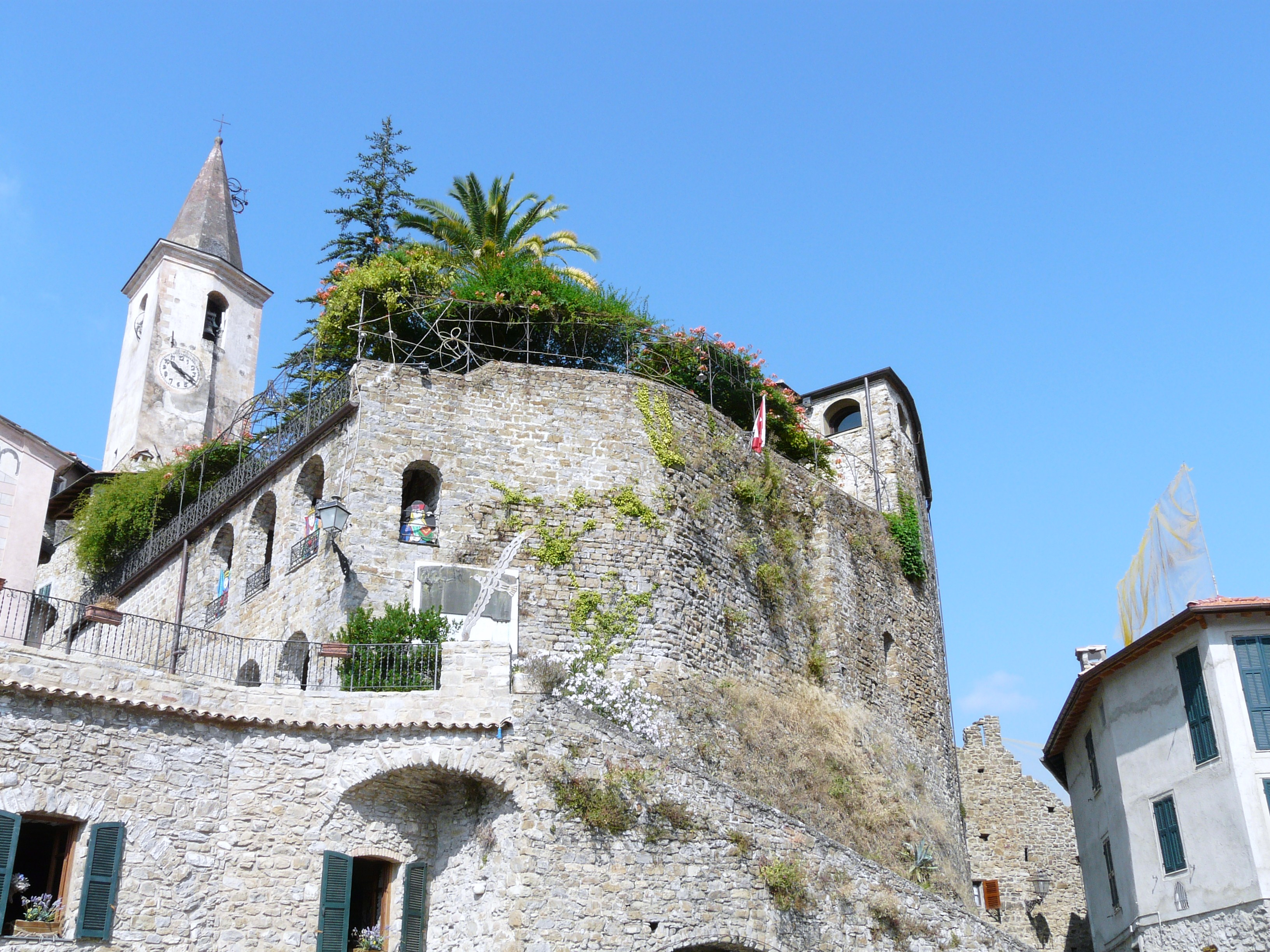
Particolari del castello ventimigliesco di Apricale, risalente al X-XI secolo

Questa conclusione, che aprirebbe uno scenario in gran parte ignorato dalla storiografia, è confermata da Otto III, conte di Ventimiglia, fratello molto più giovane del fu Guido, che al 5 settembre 1177 cede l'alta sovranità di Bussana e Dolceacqua a Genova, ricevendone in cambio l'investitura feudale, impegnandosi inoltre a fornire l'ausilio militare alla Repubblica “in tutta la Marittima, da Albenga a Nizza”, città quest'ultima di cui i Ventimiglia erano consignori per un quarto. Un altro atto che indica il ressort feudale dei conti è l'alleanza con Genova dello stesso Otto, anche a nome dei figli Guglielmo e Enrico I, risalente al 4 marzo 1193, in cui i conti di Ventimiglia si impegnano a fornir oste e cavalcata da “Albisola a Monaco, a nostre spese per tutta la nostra Terra, ovvero oltre [la nostra Terra] a spese del Comune [di Genova]...”. Un'altra testimonianza, ancor più cogente, è l'accordo tra Genova e i marchesi aleramici del 1140 – allo scopo di eliminare la signoria dei conti di Ventimigia ormai troppo potente - in cui è descritta la medesima situazione del documento di Guido del 1147. I Genovesi si spartiscono con i marchesi le future sperate conquiste “da Arma in giù, e ciò che è pertinente al comitato di Bussana...concediamo ai marchesi la proprietà dei conti, in pace e concordia, quello che hanno da Arma fino a Finale e dal giogo al mare, eccetto Bussana come è sopra scritto, e della proprietà di Anfosso, che è da Arma a Finale e dal giogo al mare, concediamo metà ai marchesi e metà a Giovanni Barca”. Essendo quest'ultimo il genero genovese di Anfosso, conte e marchese di Ventimiglia e Albenga, poiché Arma e Finale segnavano i limiti occidentale e orientale dell'intera Marca d'Albenga.
Gli storici intuiscono l'esistenza di un'investitura imperiale ai conti di Ventimiglia, ma senza individuarne l'oggetto:
Nel documento del 1131, infatti, si pone precisa e chiara distinzione tra la contea di Ventimiglia e il feudo imperiale di Anfosso  - tra Arma e Finale ossia la Marca di Albenga -. L'investitura sarebbe risalita al nonno di Anfosso,  probabilmente a Corrado III conte di Ventimiglia, vissuto all'epoca di Enrico III imperatore (1039-1056), figlio di Agnese di Svevia - cugina dei conti di Ventimiglia? - e di Corrado II il Salico.

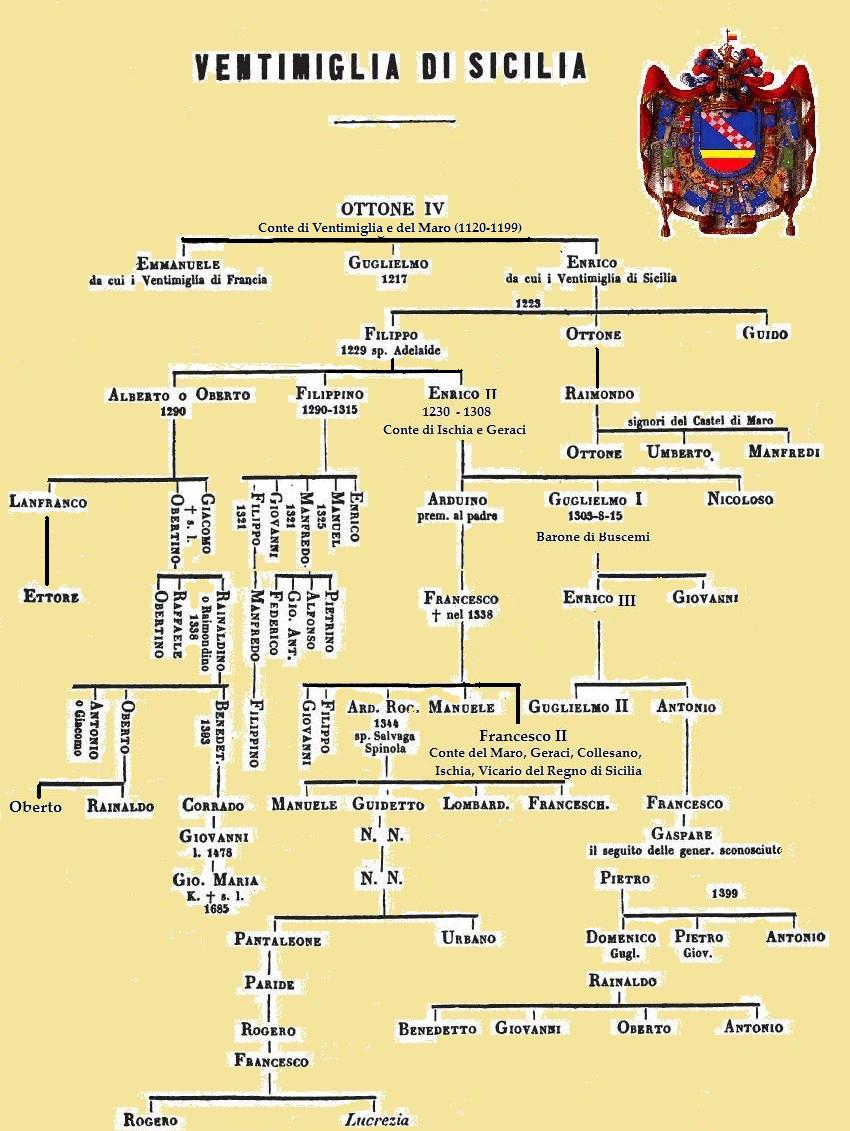
Tratto genealogico dei Ventimiglia del Maro pubblicato da padre Vittorio Angius nel 1857. Si evince chiaramente la filiazione di Enrico II di Ventimiglia da Filippo I, ampiamente documentata con numerosi atti pubblici duecenteschi. L'attribuzione a Enrico II, come padre, di tale Guglielmo di Ventimiglia, presunto genero dell'imperatore Federico II di Svevia, risale invece a elaborazioni genealogiche del XVII secolo, prive a oggi di qualsiasi serio sostegno documentario.

### Filippo I e l'insediamento di Enrico II in Sicilia
Filippo I all'11 luglio 1228 stipula un'alleanza offensiva e difensiva, a nome dei fratelli e vassalli di Valle Oneglia, con il Comune di Saorgio. Il 2 dicembre 1242 trasforma le imposizione degli abitanti di Poggialto e Aurigo in una tassa forfettaria di 15 lire annue, garantendoli da ogni imposizione dei collettori imperiali, salvo l'obbligo del servizio militare (la tassa surroga albergaria, spulum, amaxerium, agnelaticium, postalicum, montanaticum). Defunti i fratelli, il conte Filippo I divide la signoria con il nipote Raimondo di Otto IV. A Raimondo tocca la quota della castrellania di Maro, e la metà di Prelà/Pietralata, che trasmise ai figli Otto V, Umberto e Manfredi. Nel 1263 Filippo incardina i diritti dotali della moglie Aldisia sui beni di Lucinasco, a seguito della vendita della sua dote, consistente nella signoria di Carrù.

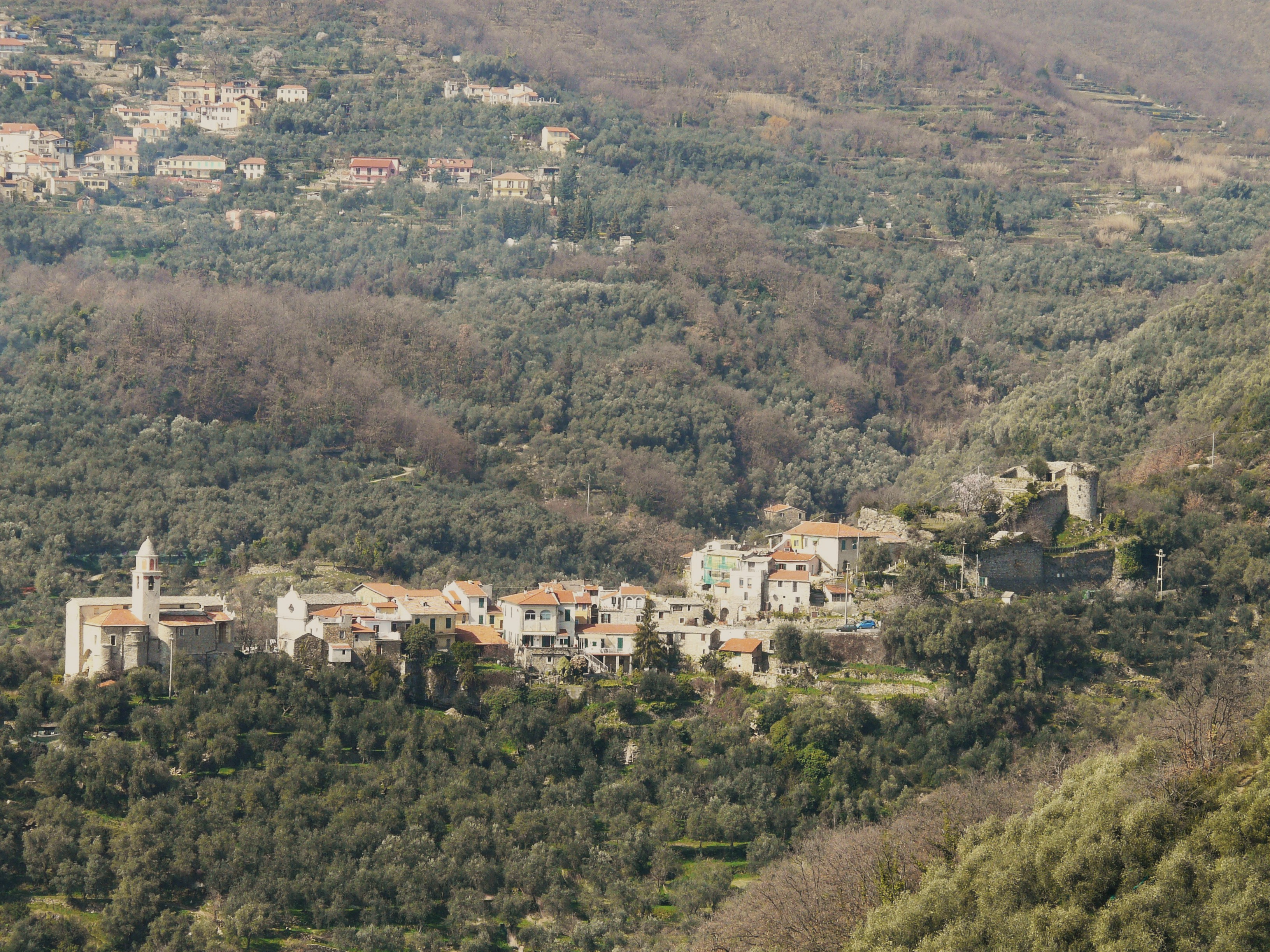
Panoramica di Prelà/Pietralata, con a destra i ruderi del castello dei Ventimiglia del Maro.

Filippo I acquisisce la castellania di Lucinasco, con l'altra metà di Prelà. Intorno al 1255 suo figlio Enrichetto II, insieme ai cugini Otto V, Umberto e Manfredi passa al servizio del re Manfredi di Svevia, nelle lande siciliane. Nel 1258 Enrichetto ottiene la signoria siciliana delle due Petralie, sulle Madonie, già sede di una contea – all'inizio del XIII secolo -. Ma soltanto tre anni appresso si ha notizia di Enrichetto con il titolo 'siciliano' di conte d'Ischia – l'isola partenopea – come si legge in due istrumenti notarili rogati a Tolentino, nelle Marche, e conservati nella curia vescovile di Albenga.
Nei due rogiti risalenti al 1261, i cugini Otto e Umberto – anche in rappresentanza del fratello Manfredi - cedono i loro diritti sul castello e distretto di Maro, che il padre Raimondo aveva ipotecato al vescovo di Albenga, per certa somma di denaro. Enrichetto fa fortuna in Sicilia tanto da prestare trecento lire anche al padre Filippo I. Intorno al 1260, Otto V di Ventimiglia "del Bosco", figlio di Raimondo cugino di Enrico II, sposa l'ereditiera Giovanna Abate, e si insedia in Trapani, dove darà vita a altro ramo della famiglia - quello dei del Bosco - conti di Alcamo nel XIV secolo, e poi Principi di Cattolica, Duchi di Misilmeri ecc.